# The Quiet Zone / The Pleasure Dome
The Quiet Zone / The Pleasure Dome — восьмой студийный альбом британской рок-группы Van der Graaf Generator, выпущенный 2 сентября 1977 года. Последняя студийная запись до воссоединения коллектива в 2005 году.

## Об альбоме
В 1976 группу покинули двое музыкантов классического состава Van der Graaf Generator: Хью Бэнтон и Дэвид Джексон (принявший, однако, участие в записи двух треков). На замену им пришли уже бывший в группе до 1970 года Ник Поттер и Грэм Смит.
The Quiet Zone/The Pleasure Dome вышел как альбом группы Van der Graaf. Прежнее наименование было официально сокращено.

## Список композиций
Все песни написаны Питером Хэммиллом, за исключением указанных.
1. Lizard Play — 4:29
2. The Habit of the Broken Heart — 4:40
3. The Siren Song — 6:05
4. Last Frame — 6:15
5. The Wave — 3:15
6. Cat’s Eye / Yellow Fever (Running) (Хэммилл, Грэм Смит) — 5:21
7. The Sphinx in the Face — 5:59
8. Chemical World — 6:12
9. The Sphinx Returns — 1:18

### Бонусные треки (переиздание 2005 года)
1. Door — 3:23
2. The Wave — 3:03
  - Demo version
3. Ship of Fools — 3:43
  - B-side of «Cat’s Eye» single

## Участники записи
- Ник Поттер — бас-гитара
- Гай Эванс — ударные и перкуссия
- Питер Хэммилл — вокал, фортепиано, гитара
- Грэм Смит — скрипка
- Дэвид Джексон — саксофон («The Sphinx in the Face» и «The Sphinx Returns»)